# 清洲町駅
清洲町駅（きよすちょうえき）は、かつて愛知県西春日井郡清洲町清洲（現在の清須市）にあった、名鉄清洲線の駅（廃駅）である。
清洲線の終着駅であった。五条川の建設費の問題があり、町の中心地からは五条川の対岸に位置していた。そのため、利用者は橋（五条橋）を渡る必要があった。

## 歴史
開業当初の駅名は「清洲駅」であった。「清洲町駅」への改名は、国鉄清洲駅の開業によるものである。

### 年表
- 1914年（大正3年）9月22日：名古屋電気鉄道の清洲線として須ヶ口駅 - 当駅間が開業したのにともない、清洲駅として開設[4]。
- 1921年（大正10年）7月1日：名古屋電気鉄道が（旧）名古屋鉄道へ路線を譲渡[5]。
- 1930年（昭和5年）9月5日：（旧）名古屋鉄道が名岐鉄道に社名変更[6]。
- 1934年（昭和9年）2月24日：清洲駅を清洲町駅に改称する[3]。
- 1935年（昭和10年）8月1日：名岐鉄道と愛知電気鉄道が合併し、（現）名古屋鉄道が発足[7]。
- 1944年（昭和19年）6月10日：清洲線が不要不急線となり営業休止[3]。
- 1948年（昭和23年）8月3日：廃止[3]。

## 乗客数の推移
| 年度 | 乗車人員 | 降車人員 |
| ---- | -------- | -------- |
| 1916 | 75,017   | 78,537   |
| 1920 | 137,476  | 141,095  |
| 1924 | 175,834  | 182,688  |
| 1927 | 183,560  | 194,025  |
| 1931 | 129,229  | 138,146  |

- 愛知県統計書各年度版

## その他
駅跡は、清須市立清洲東小学校付近という。

## 隣の駅
名古屋鉄道
清洲線
試験場前駅 - 清洲町駅